# オジャンタ・ウマラ
オジャンタ・モイセス・ウマラ・タッソ（Ollanta Moisés Humala Tasso、1962年6月26日 - ）は、ペルーの政治家、陸軍軍人。第94代ペルー共和国大統領。
中道左派の政治家として身を通じ、元々は社会主義者であったものの、大統領在任中には中道から中道左派までの経済・外交政策で政治や治安の安定化を図った。ポピュリスト政治家でもある。
2017年のペルー総選挙では、汚職容疑でペルー当局に逮捕された事も相まって得票率は1.5%にとどまり、13位に終わった。ウマラは国内外問わず物議を醸す人物でもあるとされる。

## 人物

### 生い立ち
1962年6月26日、7人兄弟の2番目としてリマに生まれる。父であるイサーク・ウマラは弁護士であると同時にペルー共産党員として活動した経歴を持ち、インディヘナを中心とした民族主義運動の思想的指導者でもあった。オジャンタとはケチュア語で「すべてを見通す兵士」を意味する。このため、先住民の出自に強烈な誇りを持っているとされる。
日系ペルー人が創設した首都リマにある私立ラ・ウニオン校に入学している。そのため多少の日本語は解するとされる。

### 軍歴
1982年、20歳でペルー国軍のチョリジョ士官学校（Escuela Militar de Chorrillos）に入学し、22年間に渡る軍歴を始めている。
ウマラが退役するまでに参加した主な紛争はふたつ。
ひとつは1992年、アヤクーチョに本拠を置くペルーの左翼ゲリラ組織 センデロ・ルミノソの掃討作戦である。
もうひとつは90年代に入ってから埋蔵石油資源をめぐり隣国エクアドルとの国境地帯で小競合いが再び活発化していたが、これが1995年にセネパ戦争（en）に発展。ウマラはこれに従軍している。いずれもアルベルト・フジモリ政権下での紛争である。
ウマラが最初に世間の脚光を浴びたのはフジモリ政権に対する反乱を起こしたことによってである。
2000年9月、フジモリ大統領の側近であるブラディミロ・モンテシノス国家情報局顧問が野党議員を現金で買収する映像が公開されると、モンテシノスはペルーを離れパナマに亡命を申請した。しかし亡命はパナマ政府に拒否されたうえ、30日間の滞在しか認められなかった。
そのためモンテシノスが帰国するとの報道がペルー国内で流れると、ウマラは復帰を阻止するため決起を決意。10月29日、モンテシノスの逮捕やフジモリ大統領の辞任などを要求し、仲間の兵士とともにペルー南部のタクナ州トケパラで反乱を起こした。
決起当初の同志は40人だったが、弟アンタウロ・ウマラ（Antauro Humala）の呼びかけにより、300人近い兵士が集結した。ペルーの新聞紙『ラ・レプブリカ』（La República）が、この反乱に対して、好意的な記事を書いた。彼らは南部の軍基地の将校などを人質にとったあと、鉱山企業の事務所などを占拠した。しかし数百人の国軍兵士が派遣されると、反乱はすみやかに鎮圧された。ウマラ自身は逃走し地下に潜伏。11月22日のフジモリ大統領罷免まで逃げとおす。最終的にはウマラの同志はわずか7人になっていた。その後、軍の追跡に自主投降し逮捕された。軍法会議にかけられ有罪となったが、フジモリ大統領の亡命後、国政の実権を握ったペルー議会によって恩赦され、すぐさま軍に復帰した。なお、この事件での死者はいなかった。反乱は結果的に失敗したが、その後「フジモリ時代の清算」を標榜するアレハンドロ・トレド政権下で、フランスのパリや韓国のソウルに駐在武官として赴任している。
2004年末、韓国の駐在武官であったウマラは突如軍を強制退役させられた。最終的な階級は陸軍中佐であった。

### アンダワイラス事件
ソウルから帰国直後の2005年1月1日、民族主義運動のリーダーとなっていた、弟で元少佐のアンタウロ率いる150人の元軍人らが、ペルー南部のアプリマック州アンダワイラスで政府に対する反乱を起こした。彼らは地元警察署に侵入し武器を強奪。警官10人を人質に立てこもり、民族主義的な主張とともに兄オジャンタを含む200人以上の強制退役させられた軍人の復帰とトレド大統領の辞任、さらに汚職の追放などを求めた。この事件では警官隊との銃撃戦になり、警官4人、反乱グループ2人が死亡した。
兄のオジャンタ・ウマラはこの行動に支持声明を出している。しかし1月4日にはアンタウロらが逮捕され、事態は沈静化。後にアンタウロは第一審で禁錮25年の刑となっている。なお、兄オジャンタが大統領に就任した直後の第二審判決では禁錮19年の判決となった(2011年8月7日)。

### 軍内部での政治活動
ウマラの政治活動の経歴は古く、1988年には弟のアンタウロとともに軍内に「ペルー・ナショナリスト運動」（MNP:Movimiento Nacionalista Peruano)という政治組織を結成している。この組織は、反米と自主独立を旗印に、独自の軍事革命路線によって外国資本の国有化を標榜していた「ベラスコ型」の改革を理想とし、ホセ・カルロス・マリアテギの反帝国主義の影響も受けていた。この組織での活動が上記のウマラ自身による反乱やアンダワイラス事件のベースとなっていた。

## 政界入り

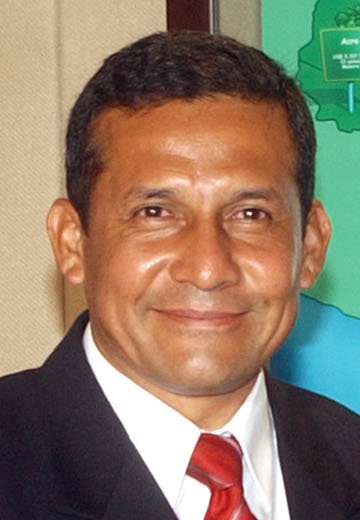
オジャンタ・ウマラ（2006年3月撮影）

### 大統領候補として政治運動結成
2005年10月、ペルー民族主義党（Partido Nacionalista Peruano）の結成に参加、オジャンタ・ウマラ自ら、2006年のペルー大統領選挙に出馬することを明らかにする。フジモリ政権へ反乱した元兵士が政界入りしたことでウマラは再び脚光を浴びた。しかし、ペルー民族主義党(PNP)はペルーの国内法によって大統領候補を出す選挙団体としての登録が間に合わなかった。そのため国際連合事務総長だったハビエル・ペレス・デ・クエヤルが結党に関与した左派の「ペルー連合」（Unión por el Perú）の支持をとりつけ、ペルー連合の候補として出馬することとなった。しかしデ・クエヤルは反対したとされる。

### 2006年大統領選挙での敗北
ウマラは貧困解消と雇用創出を最大の公約に掲げ、選挙活動を開始。出馬当初は無名に近く支持率が伸び悩んだが、2006年の大統領選挙でアルベルト・フジモリ元大統領の立候補が正式に却下されると、元大統領の支持基盤だった貧困層の票の受け皿のひとつとなり、急速に支持を伸ばした。
またウマラは「エネルギーはペルーの財産であり、国家が経営に参画し、その利益は国民に還元すべきだ」として原油や天然ガス、港湾部門に対する国有化も視野に入れた国家の管理を強化する意向を表明した。さらに天然ガスや銅、亜鉛などの鉱山開発にかかわる外資系企業へ過去にさかのぼって課税するほか、採掘権料を徴収して歳入を増やし、貧困解消のための再分配の原資とする公約を掲げている。こうした急進左派的かつ資源ナショナリズム的な政策は、ベネズエラのウゴ・チャベス大統領やボリビアのエボ・モラレス大統領ら南米の反米左派指導者の影響や類似性がある点がマスメディアなどによって選挙期間中に繰り返し指摘されることとなった。
2006年1月3日モラレスがボリビア大統領選挙で勝利したことを祝う会合がチャベス大統領の主催でベネズエラで開かれた。この会合にウマラも招かれ、その席でチャベス大統領自らペルー大統領選挙でのウマラ支持を公言したことが問題となり、翌日ペルー外務省がベネズエラ大使を召還。「内政干渉である」として強く抗議する騒動となった。
2006年4月9日の大統領選挙第一回投票で、ウマラは375万7735票(30.62%)を獲得して第1位となった。第2位は元大統領で中道左派のアラン・ガルシアで、298万4881票(24.32%)を獲得。続いて保守系右派の元国会議員 ルルデス・フローレスが292万0578票(23.80%)を獲得して第3位。フジモリ派の元国会議長マルタ・チャベスは第4位（7.43%）であった。
なお、同日行われた総選挙でウマラ率いる会派は議会最大勢力となる45議席を得ている。
ペルーの大統領選挙は第一回投票で過半数を得る候補がいない場合、上位2名による決選投票が行われる。第一回投票でウマラは1位となったものの、ベネズエラのチャベス大統領の支持表明や急進左派的な政策に対し、経済界や保守層を中心に警戒感が広がり、決選投票を前に3位以下の候補者が軒並みガルシア支持に回ったため選挙戦後半ではウマラは苦戦を強いられた。
結果、同年6月4日に行われた決選投票では得票率が45.5%で、アラン・ガルシアの得票率55.5%に迫ったが敗北した。

### 2011年大統領選挙における勝利
2011年の大統領選挙に出馬する。公約としては、政治腐敗の一掃、教育の無料化、憲法改正である。前回の政策よりも、中道よりに変えている。
4月10日の第一回投票では、31.714%の票を得て、第一位を確保する。第二位は、ケイコ・フジモリの23.356%である。元大統領のアレハンドロ・トレドは15.625%で第四位、第三位はペドロ・パブロ・クチンスキー（Pedro Pablo Kuczynski）で18.529%である。6月5日に、決選投票が行われ、僅差で当選が確実視された時点で、ウマラ陣営で勝利宣言がなされる。オジャンタ・ウマラのペルー大統領就任が確定した。

## 大統領在任中と引退後

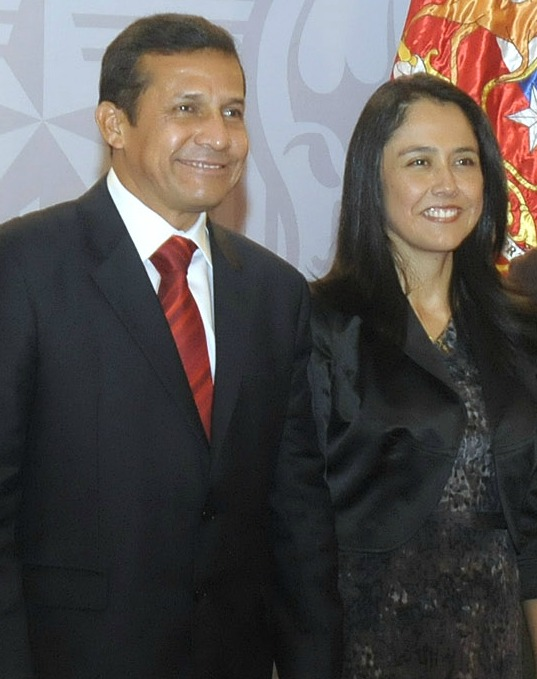
妻・ナディン・エレディアと大統領

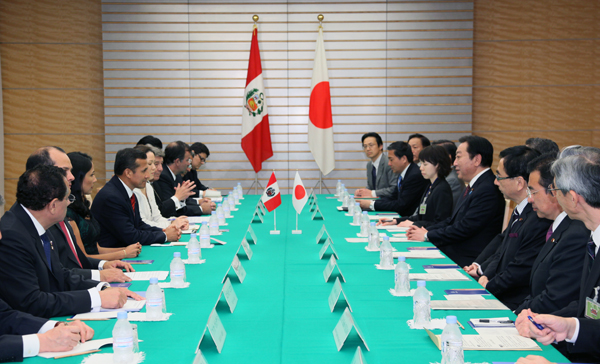
内閣総理大臣・野田佳彦との首脳会談

### 大統領就任
2011年7月28日、アラン・ガルシア前大統領より大統領職を引き継ぎ、第94代ペルー大統領となった。大統領就任式でウマラは「1979年憲法の精神を尊重」するとして宣誓を行い、第一副大統領のマルソル・エスピノサと第二副大統領のオマル・チェハデは1979年憲法に対して宣誓を行った。この宣誓は左派への回帰を全面に打ち出したものと評され注目を集めた。現行の1993年憲法への軽視であるとしたフジモリ派議員から強硬な抗議を受けているが取り消していない。また就任演説では、ペルーを「誰もが豊かさと幸福を同じように手にする権利を享受できる場所」とすることを目指すとし、「経済成長と社会的は足並みをそろえて進めなければならない」と語った。
ウマラ政権誕生後は、ペルーが左派へ回帰するかどうかが焦点となると同時に、議会運営では大統領選挙を最後まで争ったフジモリ派との全面対決が避けられない情勢となった。
2012年5月に来日。

### 政策
ペルー国民の貧困層の支持を受け、貧困対策に期待を集めた。イメージ的には、左派的な政策志向があるとされる。最低賃金を段階的に現状から25%引き上げて月額750ソル（約27,000円）とすることや、これまで受給資格のなかった貧しい65歳以上の高齢者への年金支給などの政策を発表する。一方、鉱山開発会社などに増税し「富の再分配」をするとしている。
2011年の大統領選挙では、自由市場経済モデルの堅持を公約とした。閣僚人事に、その傾向がうかがえる。また、アメリカ合衆国との『自由貿易協定』は、存続させることとなる。ペルーの富裕層の懸念を解決させる意図がうかがえる。
2014年から中国の習近平国家主席やブラジルのジルマ・ルセフ大統領らと南米大陸横断鉄道を建設する構想を推し進めるも、ウマラの退任後にこの計画は凍結された。

### 大統領退任後
2016年7月28日に大統領を退任。
2017年7月13日、ブラジルの大手建設会社オデブレヒトによる汚職事件に関連する資金洗浄の容疑（オペレーション・カー・ウォッシュ）で、ペルーの裁判所が夫妻の身柄拘束を命令し、出頭した。2019年5月7日、ペルーの検察当局はウマラ夫妻をマネーロンダリングの罪で起訴した。2025年4月15日、裁判所はウマラに対し禁錮15年の実刑判決を言い渡した。

## パーソナル
- 夫人であるナディン・エレディアとの間の3人の子どもがいる。
- 妻の弁によれば「愛妻家」であるとのこと。
- 趣味はチェス、読書、旅行の他、父親の故郷アヤクーチョ州に伝わる民謡の鑑賞である。